# راسکولینکف (فیلم)
راسکولینکف (انگلیسی: Raskolnikow) یک فیلم صامت درام به کارگردانی روبرت وینه محصول سال ۱۹۲۳ است. بازیگری نقش اصلی آن را گرگوری چمارا برعهده دارد. فیلم اقتباسی از رمان جنایت و مکافات اثر فئودور داستایفسکی و الهام‌گرفته از شخصیت اصلی رمان، رودیان راسکولینکف، است.